# 吉永みち
吉永 みち（よしなが みち、1985年11月29日 - ）は、日本の元タレント、元グラビアアイドルである。本名、山中 美智子（やまなか みちこ）。
東京都台東区出身。エムズファクトリーに所属していた。芸能界引退後は、自身の会社を設立し水着ブランドのデザイナーを務めている。

## 略歴
光文社発行『JJ bis』の専属モデルを務めていた。また、芸能活動の傍ら、バーを経営していた。
2011年に芸能界を引退。
2012年に株式会社EXJを設立。2013年に水着ブランド「ALEXIA STAM（アリシアスタン）」をスタートした。

## 人物
2016年4月22日に交際7カ月で北岡伸多朗と結婚。同年12月23日に第1子女児の茉衣莉（まいり）を出産した。
2024年10月8日に離婚を発表した。

## 出演

### テレビ番組
- アリケン（2008年10月 - 、テレビ東京）Pabuとして出演
- テラスハウス（2014年7月 - 9月、フジテレビ） - 本名の「山中美智子」名義で出演[1]

## リリース作品

### DVD
- LOVE PASSION (2009年)